# Kingdom Come (álbum)
Kingdom Come é o nono álbum de estúdio de Jay-Z. É considerado um "álbum de volta", já que seu último álbum solo, The Black Album, seria seu último lançamento. Apesar de ter sido recebido com opiniões ambivalentes, Kingdom Come obteve sucesso comercial, vendendo cerca de 3 milhões de cópias nos Estados Unidos até o momento.

## Faixas
| #   | Título                                | Produtor(s)  | Trechos | Duração |
| --- | ------------------------------------- | ------------ | --- | ------- |
| 1   | "The Prelude"                         | B-Money      | - "Keep the Faith" de Mel & Tim - Fragmento do filme de 1972 Super Fly                                                    | 2:44    |
| 2   | "Oh My God"                           | Just Blaze   | - "Whipping Post" na versão de Genya Ravan                                                                                | 4:18    |
| 3   | "Kingdom Come"                        | Just Blaze   | - "Super Freak" de Rick James - "100 Guns" de Boogie Down Productions                                                     | 4:24    |
| 4   | "Show Me What You Got"                | Just Blaze   | - "Shaft in Africa" de Johnny Pate - "Show 'Em Whatcha Got" de Public Enemy - "Darkest Light" de Lafayette Afro Rock Band | 3:43    |
| 5   | "Lost One" (feat. Chrisette Michele)  | Dr. Dre      | | 3:44    |
| 6   | "Do U Wanna Ride" (feat. John Legend) | Kanye West   | | 5:29    |
| 7   | "30 Something"                        | Dr. Dre      | | 4:13    |
| 8   | "I Made It"                           | DJ Khalil    | | 3:28    |
| 9   | "Anything" (feat. Usher & Pharrell)   | The Neptunes | | 4:22    |
| 10  | "Hollywood" (feat. Beyoncé)           | Syience      | | 4:18    |
| 11  | "Trouble"                             | Dr. Dre      | | 4:53    |
| 12  | "Dig a Hole" (feat. Sterling Simms)   | Swizz Beatz  | - Trechos de material pertencente a Tappan Zee Records, Inc                                                               | 4:11    |
| 13  | "Minority Report" (feat. Ne-Yo)       | Dr. Dre      | - "Non Ti Scordar Di Me" de Luciano Pavarotti                                                                             | 4:34    |
| 14  | "Beach Chair" (feat. Chris Martin)    | Chris Martin | | 5:09    |
| 15* | "44 Fours"                            |              | - "Can I Kick It?" de A Tribe Called Quest                                                                                | 3:36    |